# De Nabuthae historia
De Nabuthae historia, noto anche come De Nabuthe Jezraelita o più semplicemente De Nabuthe (La vita di Nabot), è un'opera di Ambrogio di Milano, dottore della Chiesa, scritta tra il 386 e il 390; appartiene al gruppo delle opere oratorie ed esegetiche ambrosiane.
L'opera è un commento alla storia di Naboth, narrata nella Bibbia nel primo libro dei Re: tratta i temi della proprietà privata, della ricchezza e della povertà.